# Список умерших в 1346 году

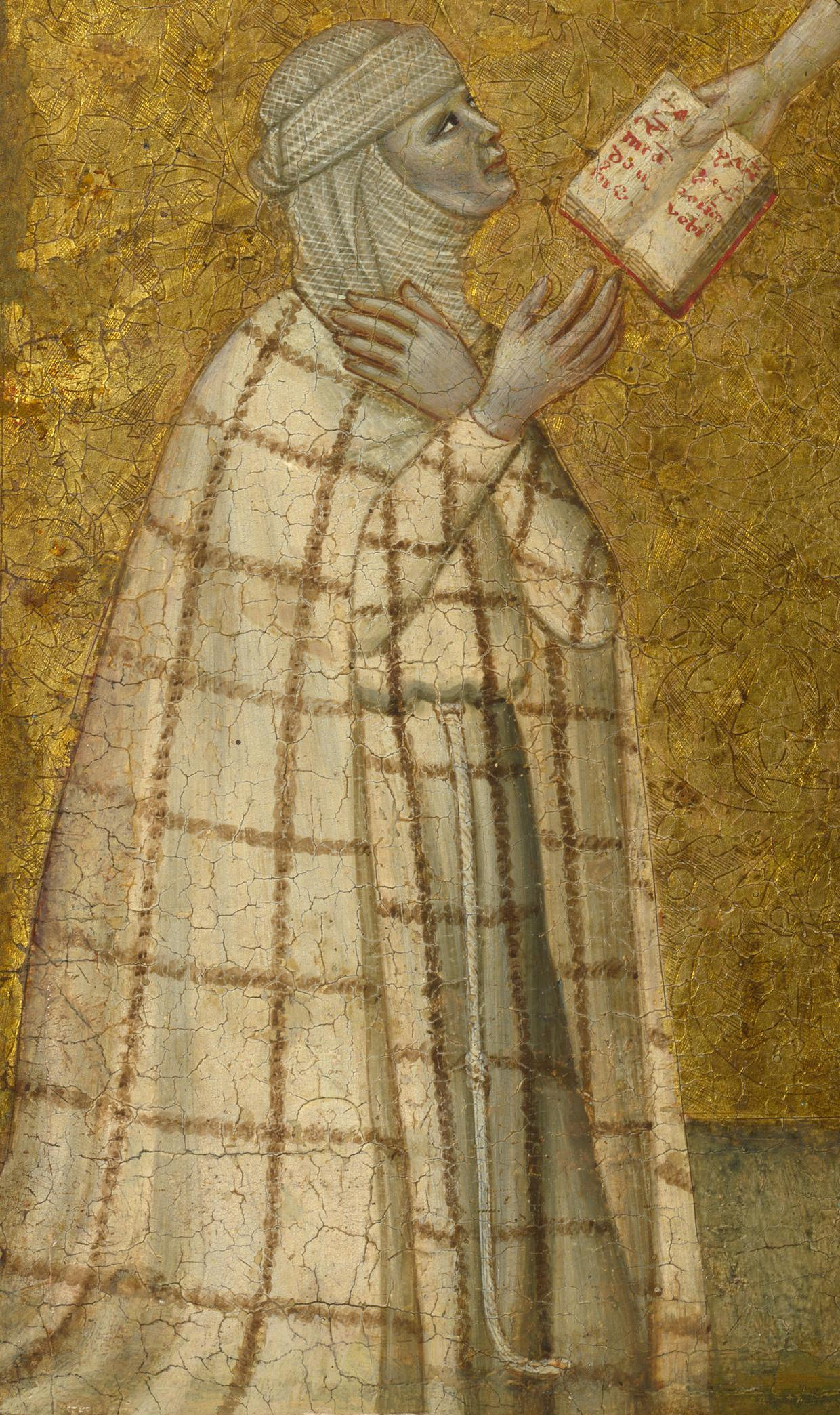
Клара де Римини

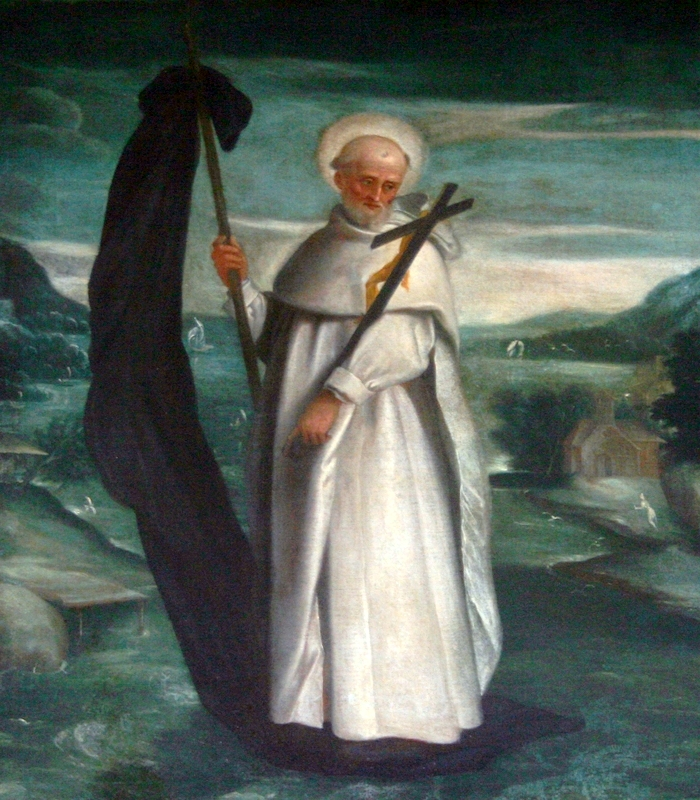
Вентурино Бергамский

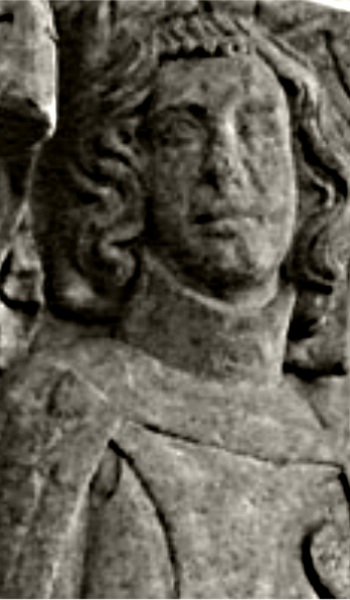
Генрих I Яворский

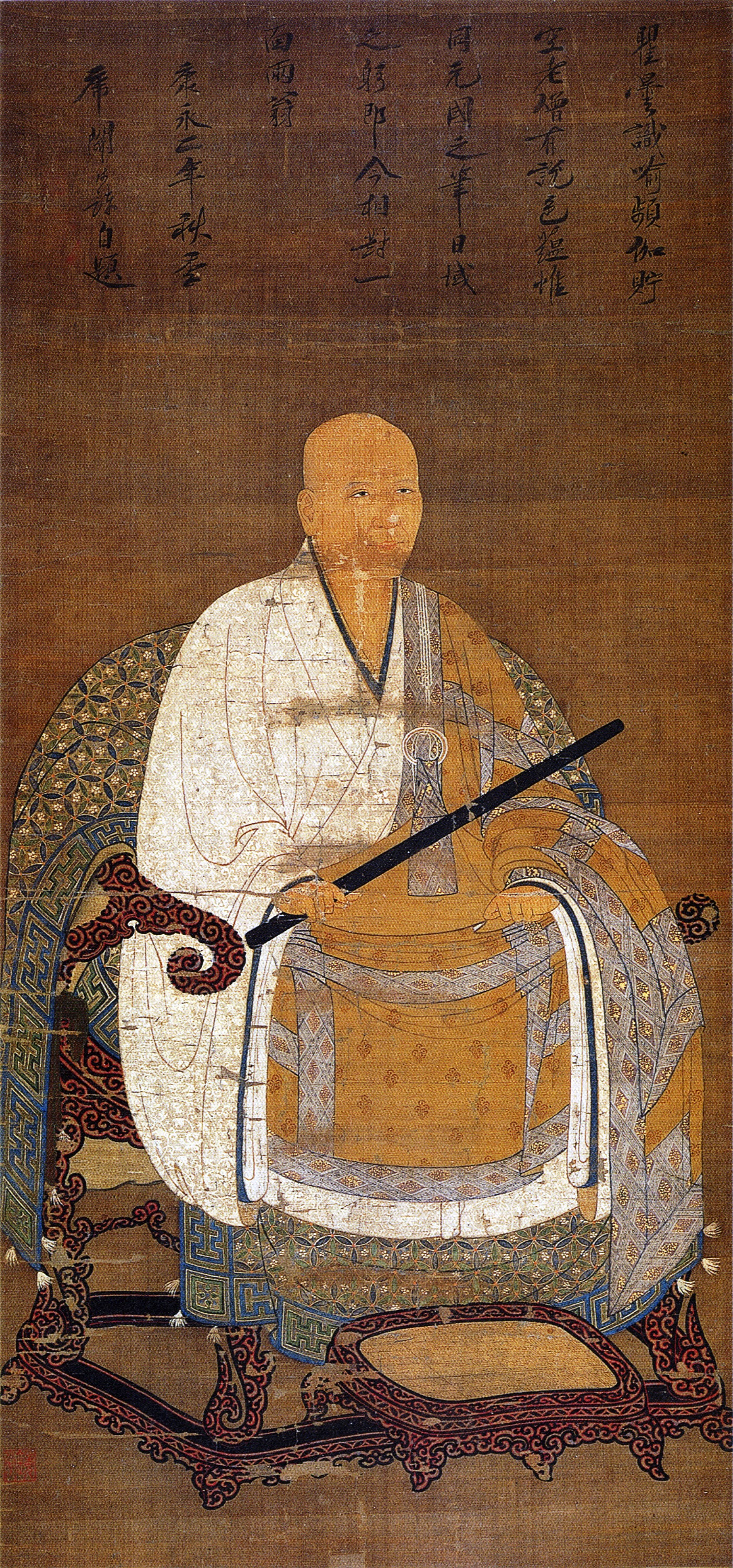
Кокан Сирэн

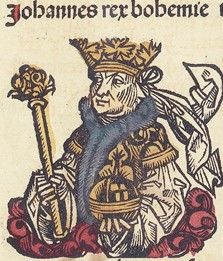
Иоганн Люксембургский

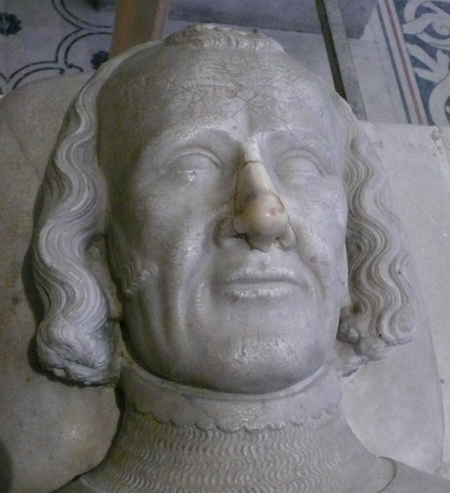
Карл II Великодушный

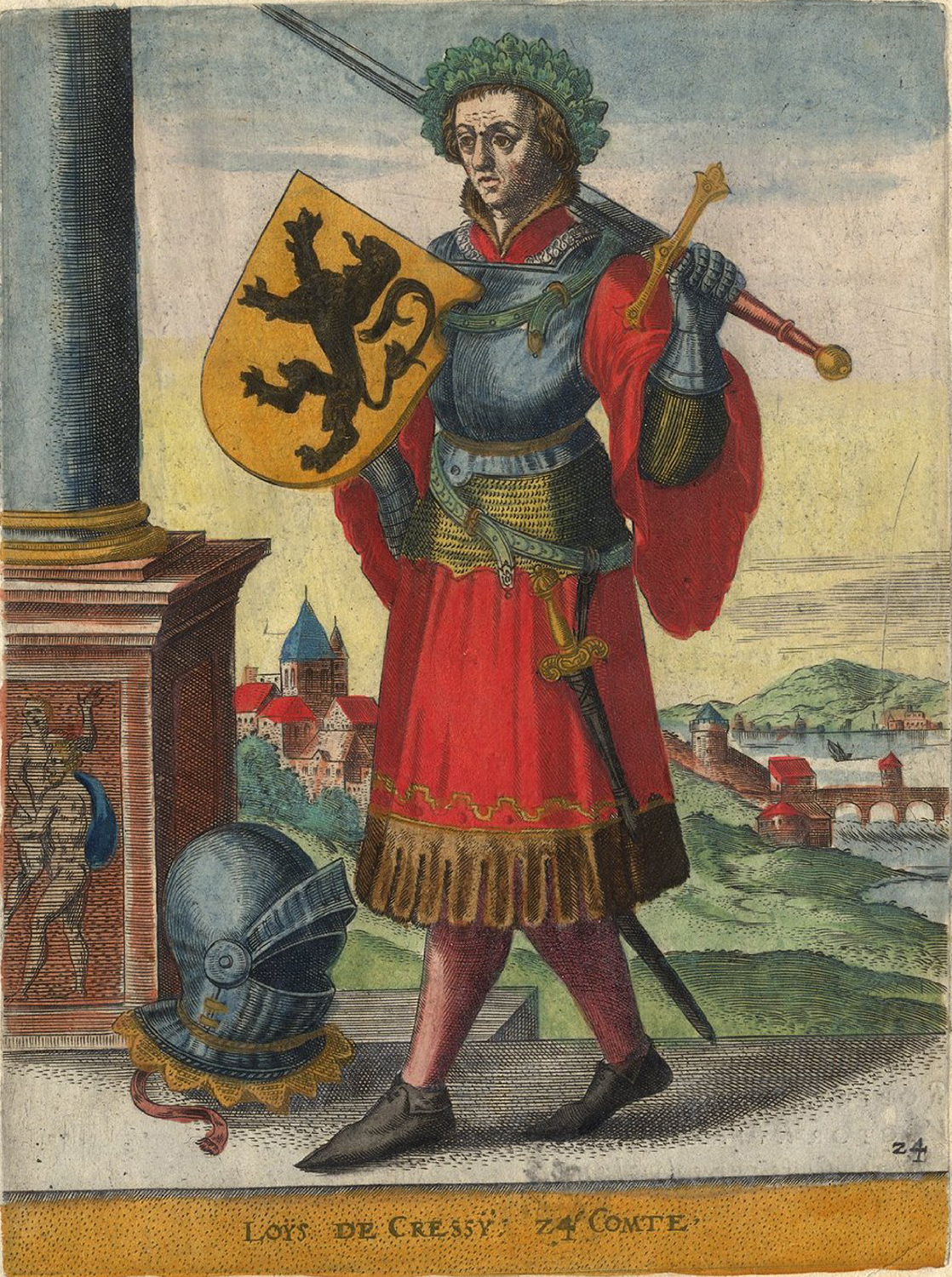
Людовик I Неверский

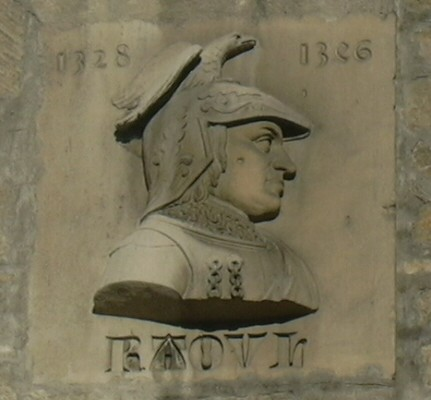
Рауль

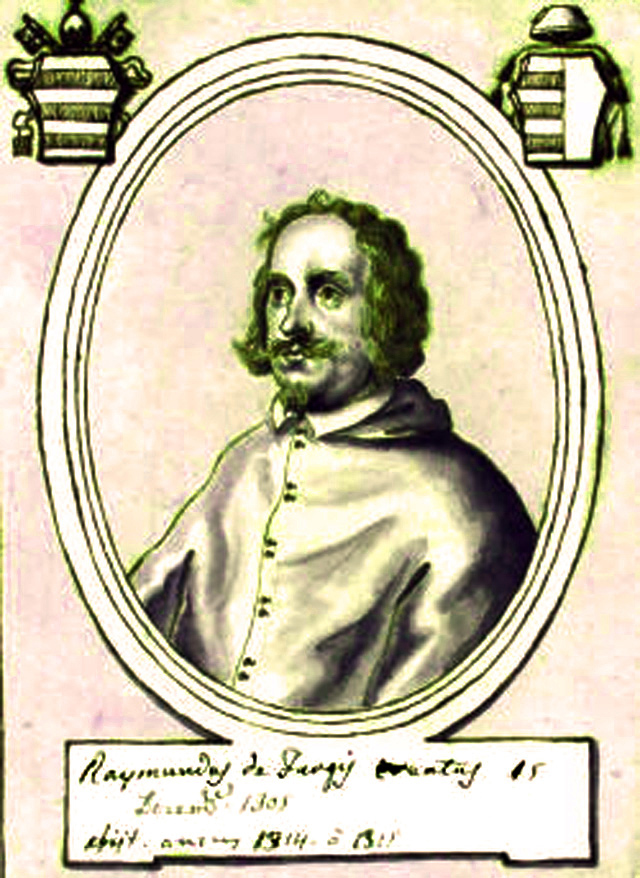
Раймонд—Гюльем де Фарж

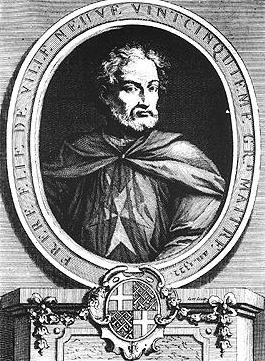
Элион де Вильнёв

В этой статье представлен список известных людей, умерших в 1346 году.
См. также: Категория:Умершие в 1346 году

## Февраль
- 1 февраля — Пал Бардссон[нем.] — архиепископ Нидароса (1333—1346)
- 10 февраля — Клара де Римини[итал.] — итальянская святая римско-католической церкви.
- 13 февраля — Гилберт Толбот, английский аристократ, 1-й барон Толбот (с 1331).

## Март
- 15 марта — Шах Джалал[англ.] — суфистский деятель в Бенгалии, распространял ислам в Силхете
- 28 марта — Вентурино Бергамский[англ.] — итальянский доминиканский проповедник.

## Апрель
- 9 апреля — Ральф де Уффорд, английский аристократ, юстициарий Ирландии (с 1344).

## Май
- 15 мая — Генрих I Яворский — князь (с братьями) яворский, свидницкий и зембицкий (1301—1312), князь яворский (1312—1346), князь глоговский (1337—1346).
- 27 мая — Элион де Вильнёв — великий магистр ордена госпитальеров (1319—1346).

## Июль
- 2 июля — Матильда Баварская[англ.] — дочь императора Священной Римской империи Людовика IV, маркграфиня-консорт Мейсена, ландграфиня-консорт Тюрингии (1323—1346), как жена маркграфа Фридриха II
- 18 июля — Людвиг фон Брауншвейг-Люнебург[нем.] — епископ Миндена (1324—1346)

## Август
- 10 августа — Филипп Монсеньор (22) — граф Оверни и граф Булони (1338—1346); погиб в результате несчастного случая, во время осады Эгильона в Гиени.
- 11 августа — Кокан Сирэн — японский патриарх традиции Риндзай—дзэн, поэт, историограф. Один из ведущих представителей литературы годзан бунгаку. Возможно, создатель сада камней
- 22 августа — Жанна I де Дрё[фр.] — графиня де Дрё (1345—1346)
- 26 августа:
  - Ангерран VI де Куси — сеньор де Куси, де Марль, де Ла Фер-д’Уази и де Монмирай (1335—1346); погиб в битве при Креси;
  - Генрих IV, граф де Водемон — французский дворянин, соправитель отца в графстве Водемон; погиб в битве при Креси;
  - Жан IV д’Аркур — барон д’Аркур (1329—1330), первый граф д’Аркур (1330—1346), барон де Сен-Совер, виконт де Шательро (1329—1346); погиб в битве при Креси;
  - Жан V — граф Руси (1302—1346), граф Брена и граф Рошфора (1323—1346); погиб в битве при Креси;
  - Иоганн Люксембургский (50) — граф Люксембурга и король Чехии (1310—1346), маркграф Моравии (1310—1333), титулярный король Польши (1310—1335); погиб в битве при Креси;
  - Йиндржих II из Рожмберка — чешский дворянин из рода Рожмберков; погиб в битве при Креси, где сопровождал короля Яна Люксембургского;
  - Карл II — граф Алансона, граф Перша, граф Шартра (1325—1346), французский военачальник; погиб в битве при Креси;
  - Людовик I Неверский — граф Фландрии и граф Невера (1322—1346), граф Ретеля (1328—1346); погиб в битве при Креси;
  - Людовик I де Блуа-Шатильон — граф Блуа (1342—1346) и граф Дюнуа (1344—1346); погиб в битве при Креси;
  - Луи II де Сансер — граф де Сансер (1327—1346); погиб в битве при Креси;
  - Рауль — герцог Лотарингии (1328—1346); погиб в битве при Креси.
- Генрих фон Штайн[нем.] — епископ Регенсберга (1340—1345)

## Сентябрь
- 23 сентября — Ульрих II[англ.] — сеньор Ханау (1305/06–1346)

## Октябрь
- 5 октября — Раймонд-Гюльем де Фарж[фр.] — французский кардинал-дьякон Santa Maria della Scala (1310—1346), кардинал-протодьякон (1342—1346)
- 17 октября:
  - Джон Рэндольф, 3-й граф Морей — шотландский дворянин, граф Морей (1332—1346); погиб в битве при Невиллс-Кроссе;
  - Дэвид де Ла Хэй[англ.] — верховный констебль Шотландии (1333—1346); погиб в битве при Невиллс-Кроссе;
  - Мануэль де Моравиа, граф Стратерн[англ.] — шотландский дворянин, граф Стратерн (1344—1346); погиб в битве при Невиллс-Кроссе;
  - Роберт III Кейт[англ.] — маршал Шотландии (с 1332 года); погиб в битве при Невиллс-Кроссе;
  - Томас Чартерис[англ.] — лорд-канцлер Шотландии (1342—1346); погиб в битве при Невиллс-Кроссе.
- Екатерина де Валуа-Куртене —титулярная императрица Латинской империи (1308—1346), княгиня-консорт Тарентская (1313—1331), жена Филиппа I Тарентского

## Ноябрь
- 14 ноября — Остасио I да Полента — сеньор Равенны (1322—1346), сеньор Червии (1326—1346)
- 27 ноября — Григорий Синаит — православный святой, один из авторов известного сборника духовных поучений «Добротолюбие»

## Дата неизвестна или требует уточнения
- Абу Бакр II — хафсидский халиф Ифрикии (1318—1346)
- Абу Эс Хак эс Сахели[англ.] — андалузский архитектор и поэт
- Агу де Бо — сеньор Бранта, Каромба и Плезиана, французский военачальник, участник Столетней войны.
- Аль-Камиль Шабан I — мамлюкский султан Египта из династии Бахритов (1345—1346).
- Аль Муаяд Яхья[англ.] — имам Йемена (1328—1346)
- Берар д’Альбре[англ.] — представитель французского рода Альбре, Сеньор Вер, английский командир периода Столетней войны, брат Бернара Эзи V д’Альбре
- Бернхард — граф Равенсберга (1328—1346)
- Георгий V Блистательный — царь Грузии (1299—1302, 1314—1346)
- Готтифредо Спинола[итал.] — епископ Мантуи (1338—1346)
- Джеймс Бермингем[англ.] — епископ Киллалы (1344—1346)
- Джон из Рединга — английский философ
- Дэвид ап Бледдин[англ.] — епископ Сан-Асуфа (1315—1346).
- Жан II де Шалон-Осер, граф Осера (1304—1346) и Тоннера (1308—1321, 1338—1346), сеньор де Рошфор (1309—1346).
- Жоффруа де Понт-Бланк[фр.] — французский дворянин, герой обороны Ланьона во время Войны за бретонское наследство; убит англичанами в бою на улицах города
- Казан-хан, последний хан единого Чагатайского улуса (1342—1346); убит.
- Констанция Арагонская — дочь короля Арагона Альфонсо IV, королева-консорт Мальорки (1334—1344), жена короля Хайме III
- Кутб аль-Дин Мухаммад[англ.] — малик Систана (1330—1346)
- Мак Дин Чи[англ.] — вьетнамский конфуцианский учёный.
- Мария Витебская, первая жена великого князя литовского Ольгерда.
- Маэстро Симоне[фр.] — итальянский художник
- Мухаммад Айтимур[англ.] — лидер сербедаров Себзевара (1343—1346)
- Ниппен Бат — правитель Камбоджи (1340—1346)
- Остафий Дворянинец — новгородский боярин, тысяцкий (1326—1327, 1331—1335), посадник (1340—1341, 1344—1346); убит на вече
- Пауль II Шубич Брбирский[англ.] — граф Трогира и Островицы
- Теодеско[итал.] — епископ Ноли (1328—1346)
- Чжоу Дагуань — китайский посол двора монгольской династии Юань в Камбоджу (1296—1297), автор «Записок об обычаях Камбоджи».